# 小行星4487
小行星4487（英語：4487 Pocahontas）是一颗围绕太阳公转的小行星。1987年10月17日，卡罗琳·舒梅克在帕洛马山发现了此天体。
这颗小行星的绝对星等为173.8918887592316等。